# Vivgottoia garwoodi
Vivgottoia garwoodi – gatunek widłonoga z rodziny Clausiidae; jedyny przedstawiciel rodzaju Vivgottoia.
Gatunek i rodzaj opisał w 2013 roku międzynarodowy zespół biologów w składzie: Il-Hoi Kim, Andrej Sikorski, Myles O’Reilly i Geoff A. Boxshall. Skorupiaki te są pasożytami wieloszczetów z rodziny Terebellidae. Holotypową samicę pozyskano z ogona niekompletnego osobnika prawdopodobnie z gatunku Phisidia aurea, złowionego na głębokości 32 metrów w Glenarm w hrabstwie Antrim w Irlandii Północnej (54°58,20′N 5°55,32′W/54,970000 -5,922000). Nazwa rodzajowa upamiętnia dr. R.V. (Viv) Gotto w uznaniu jego zasług w badaniu widłonogów powiązanych z bezkręgowcami. Z kolei epitet gatunkowy nadano na cześć dr. Petera R. Garwooda w podzięce za jego wieloletni wkład w kolekcjonowanie widłonogów związanych z bezkręgowcami; badacz ten pozyskał holotyp tego gatunku.